# Lista di fauna della Sardegna
Questa lista è suscettibile di variazioni e potrebbe essere incompleta o non aggiornata.

Questa lista raccoglie gli animali vertebrati (pesci, anfibi, rettili, mammiferi e uccelli) della Sardegna. Mammiferi, rettili, anfibi e pesci endemici, come quelli introdotti dall'uomo. Sono presenti gli uccelli stanziali, come quelli nidificanti, svernanti o di passo durante le migrazioni.

## A
| Nome comune            | Nome scientifico             | Nome sardo                                                         | Distribuzione                                                 |
| ---------------------- | ---------------------------- | ------------------------------------------------------------------ | ------------------------------------------------------------- |
| Airone rosso           | Ardea purpurea               |                                                                    | Uccello nidificante estivo                                    |
| Albanella minore       | Circus pygargus              |                                                                    | Uccello nidificante estivo in Sardegna occidentale            |
| Alborella              | Alburnus arborella           |                                                                    | Introdotta di recente (dopo 1994)                             |
| Algiroide di Fitzinger | Algyroides fitzingeri        |                                                                    | Endemismo Sardo-Corso                                         |
| Allodola               | Alauda arvensis              | argiabi, axrabi, Attappaditta                                      |                                                               |
| Alzavola               | Anas crecca                  | Anadòne, anadòni, circaredha, crabedhu                             | Uccello in migrazione, svernante                              |
| Anguilla               | Anguilla anguilla            | Anguidda, Ambìdda                                                  |                                                               |
| Aquila di Bonelli      | Hieraaetus fasciatus         | àbbila, àbbili, àchibi                                             | Reintrodotta nel 2018                                         |
| Aquila reale           | Aquila chrysaetos            | àbbile                                                             |                                                               |
| Asinello bianco        | Equus asinus var. albina     | burricheddu, ainèddu, burricu, molente, bestiolu, poleddu, ainarbu |                                                               |
| Assiolo                | Otus scops                   | Assoggi, tzonca, tonca                                             | Uccello migratore stanziale sull'isola su tutto il territorio |
| Astore                 | Accipiter gentilis arrigonii | Astòre, astori, stori                                              | Sottospecie endemica Sardo-Corsa                              |
| Averla capirossa       | Lanius senator               | passadriascia                                                      |                                                               |
| Averla piccola         | Lanius collurio              |                                                                    |                                                               |
| Avocetta               | Recurvirostra avosetta       |                                                                    |                                                               |

## B
| Nome comune      | Nome scientifico         | Nome sardo                                     | Distribuzione                                      |
| ---------------- | ------------------------ | ---------------------------------------------- | -------------------------------------------------- |
| Balestruccio     | Delichon urbica          | arrundili                                      | Uccello nidificante estivo                         |
| Ballerina gialla | Motacilla cinerea        | marischedda                                    |                                                    |
| Barbagianni      | Tyto alba                | Iltrìa, istrìa, istriga, istrullu              | Uccello notturno diffuso in tutto il mondo         |
| Barbastello      | Barbastella barbastellus | Tutturréddu, alaepèdhe, pinnedhu, pibiristedhu | Diffuso in tutta Europa                            |
| Beccaccia        | Scolopax rusticola       | Caboni de murdegu, Becàcia, becatza, bicàcia   | Uccello presente durante le migrazioni             |
| Beccamoschino    | Cisticola juncidis       |                                                | Diffuso in tutte le zone costiere del Mediterraneo |
| Biacco           | Coluber viridiflavus     | Cabòru, Colòru, Calòru, Colora                 | Serpente comune nel mediterraneo occidentale       |

## C
| Nome comune            | Nome scientifico          | Nome sardo                                              | Distribuzione                                                       |
| ---------------------- | ------------------------- | ------------------------------------------------------- | ------------------------------------------------------------------- |
| Cagnetto               | Salariopsis fluviatilis   |                                                         |                                                                     |
| Calandra               | Melanocorypha calandra    |                                                         |                                                                     |
| Calandrella            | Calandrella brachydactyla |                                                         |                                                                     |
| Calandro               | Anthus campestris         |                                                         |                                                                     |
| Canapiglia             | Anas strepera             |                                                         | Svernante                                                           |
| Cannaiola              | Acrocephalus scirpaceus   |                                                         |                                                                     |
| Cannareccione          | Acrocephalus arundinaceus |                                                         |                                                                     |
| Capinera               | Sylvia atricapilla        | Concamòru, concanièdha                                  |                                                                     |
| Cardellino             | Carduelis carduelis       | Cadrallina, cordonèra, cardulìna, cardellina, cadranera |                                                                     |
| Carpa                  | Cyprinus carpio           | Sermone                                                 |                                                                     |
| Cavallino della Giara  | Equus caballus            | Caddhu, cuaddhu                                         |                                                                     |
| Cavaliere d'Italia     | Himantopus himantopus     |                                                         |                                                                     |
| Cervo sardo            | Cervus elaphus corsicanus | Cherbu, cérbu, chelvu, chervu, cherbu                   | La sottospecie è un endemismo sardo-corso                           |
| Cheppia                | Alosa fallax              |                                                         |                                                                     |
| Chiurlo maggiore       | Numenius arquata          | Ciurlu                                                  | Svernante                                                           |
| Cicogna bianca         | Ciconia ciconia           |                                                         |                                                                     |
| Cincia mora            | Parus ater                |                                                         |                                                                     |
| Cinciallegra           | Parus major ssp. ecki     | Maligalina, Cinci, ferreredu                            | La sottospecie è un endemismo sardo                                 |
| Cinciarella            | Parus caeruleus           | pattileri                                               |                                                                     |
| Cinghiale              | Sus scrofa meridionalis   | Sirbone, sirboni, sibròne, polcrabu, sirvone, porcrabu  | Introdotta nel Neolitico, la sottospecie è un endemismo sardo-corso |
| Civetta                | Athene noctua             | Cuccumèa, cuccumiàu, cuccumeu, Tonca                    | Stanziale                                                           |
| Cobite comune          | Cobitis bilineata         |                                                         |                                                                     |
| Codirossone            | Monticola saxatilis       | coa de seda                                             |                                                                     |
| Colombaccio            | Columba palumbus          | Columbu agreste, caoubu, dudone, tidu, Tudone tiroiu    | Stanziale e Migratorio svernante                                    |
| Colombella             | Columba oenas             | Sucèlla, surcella                                       | Visitatrice                                                         |
| Colubro d'Esculapio    | Elaphe longissima         |                                                         | Introdotto dopo 1900                                                |
| Colubro sardo          | Hemorrhois hippocrepis    | Calòru, colovra, pibera de siccu, puzzonarza            |                                                                     |
| Combattente            | Philomachus pugnax        |                                                         | Svernante, di passo                                                 |
| Coniglio selvatico     | Oryctolagus cuniculus     | Conillu, conigliu, cuniggiu                             | Introdotto in periodo storico                                       |
| Cormorano              | Phalacrocorax carbo       |                                                         |                                                                     |
| Cornacchia grigia      | Corvus cornix             | Korranca, carròga, corronca, corroncia                  |                                                                     |
| Corriere piccolo       | Charadrius dubius         |                                                         |                                                                     |
| Corvo imperiale        | Corvus corax              | Crobu, corbu, corvu                                     |                                                                     |
| Crocidura mediterranea | Crocidura ichnusae        | Topixèddu, topixèddu 'e sattu                           | Probabile origine africana                                          |
| Cuculo                 | Cuculus canorus           | Cuccu, cucuerrai, cucuevai, cucuggregu                  |                                                                     |
| Cuculo dal ciuffo      | Clamator glandarius       |                                                         |                                                                     |
| Culbianco              | Oenanthe oenanthe         |                                                         |                                                                     |
| Cutrettola             | Motacilla flava           |                                                         |                                                                     |

## D
| Nome comune       | Nome scientifico    | Nome sardo                                              | Distribuzione                                                   |
| ----------------- | ------------------- | ------------------------------------------------------- | --------------------------------------------------------------- |
| Daino             | Dama dama           | Crapola, crabòlu, cabriolu, crabiou, cravolu            | Introdotto in periodo storico, estinto ('60). In reintroduzione |
| Discoglosso sardo | Discoglossus sardus | Arrana, Rana de siccu                                   | Endemismo tirrenico                                             |
| Donnola           | Mustela nivalis     | Zanna (jana)' e muru, annaemèle, bucamèli, tana 'e muru | Introdotto in periodo storico                                   |

## E
| Nome comune                    | Nome scientifico        | Nome sardo                          | Distribuzione   |
| ------------------------------ | ----------------------- | ----------------------------------- | --------------- |
| Euprotto Sardo o Tritone Sardo | Euproctus platycephalus | cane ‘e s'abba, Trota canina, Tarpa | Endemismo sardo |

## F
| Nome comune                                     | Nome scientifico              | Nome sardo                                     | Distribuzione                                                                                   |
| ----------------------------------------------- | ----------------------------- | ---------------------------------------------- | ----------------------------------------------------------------------------------------------- |
| Fagiano comune                                  | Phasianus colchicus           |                                                |                                                                                                 |
| Falco della regina                              | Falco eleonorae               |                                                | Uccello migratore nidificante in tutto il Mediterraneo centrale dalla Grecia alle Isole Canarie |
| Falco di palude                                 | Circus aeruginosus            |                                                |                                                                                                 |
| Falco pecchiaiolo                               | Pernis apivorus               |                                                | Uccello paleoartico, svernante sull'isola                                                       |
| Falco pellegrino                                | Falco peregrinus              | Astorìttu                                      | Mediterraneo                                                                                    |
| Falco pescatore                                 | Pandion haliaetus             | Stori de pisci, Achili de pisci                | Uccello nidificante nel nord-Europa, sull'isola è svernante o di passo migratore                |
| Fanello                                         | Carduelis cannabina           | vanettu, cionni                                |                                                                                                 |
| Fenicottero                                     | Phoenicopterus roseus         | Mangone                                        | Uccello nidificante in Sardegna, migratore                                                      |
| Ferro di cavallo di Mehely o Rinolofo di Mehely | Rhinolophus mehelyi           | Tutturréddu, alaepèdhe, pinnedhu, pibiristedhu | Mediterraneo                                                                                    |
| Ferro di cavallo euriale o Rinolofo euriale     | Rhinolophus euryale           | Tutturréddu, alaepèdhe, pinnedhu, pibiristedhu | Europa meridionale e Africa                                                                     |
| Ferro di cavallo maggiore o Rinofolo maggiore   | Rhinolophus ferrumequinum     | Tutturréddu, alaepèdhe, pinnedhu, pibiristedhu | Europa centro-meridionale                                                                       |
| Ferro di cavallo minore o Rinolofo minore       | Rhinolophus hipposideros      | Tutturréddu, alaepèdhe, pinnedhu, pibiristedhu | Europa centro-meridionale e mediterranea                                                        |
| Fiorrancino                                     | Regulus ignicapillus          |                                                |                                                                                                 |
| Fistione turco                                  | Netta rufina                  |                                                |                                                                                                 |
| Folaga                                          | Fulica atra                   | Puìga, pùlica, pùliga                          | Uccello svernante sull'isola                                                                    |
| Fraticello                                      | Sternula albifrons            |                                                |                                                                                                 |
| Fratino                                         | Charadrius alexandrinus       |                                                |                                                                                                 |
| Fringuello                                      | Fringilla coelebs sarda       | Alibintu, crucculeu de monti                   | Questa sottospecie è un endemismo sardo                                                         |
| Frosone                                         | Coccothraustes coccothraustes | pilloni americanu                              |                                                                                                 |

## G
| Nome comune                      | Nome scientifico                                  | Nome sardo                                                                          | Distribuzione                                                                              |
| -------------------------------- | ------------------------------------------------- | ----------------------------------------------------------------------------------- | ------------------------------------------------------------------------------------------ |
| Gabbiano comune                  | Chroicocephalus ridibundus                        | Cau                                                                                 |                                                                                            |
| Gabbiano corallino               | Ichthyaetus melanocephalus                        |                                                                                     |                                                                                            |
| Gabbiano corso                   | Ichthyaetus audouinii                             |                                                                                     |                                                                                            |
| Gabbiano reale zampegialle       | Larus michahellis                                 |                                                                                     |                                                                                            |
| Gabbiano roseo                   | Chroicocephalus genei                             |                                                                                     |                                                                                            |
| Gallina prataiola                | Tetrax tetrax                                     |                                                                                     |                                                                                            |
| Gallinella d'acqua               | Gallinula chloropus                               | Pudda 'e modde, Pudda 'e abba, Pudda 'e riu                                         | Stanziale, diffuso in Europa e Asia                                                        |
| Gambusia                         | Gambusia holbrooki                                |                                                                                     |                                                                                            |
| Garzetta                         | Egretta garzetta                                  |                                                                                     |                                                                                            |
| Gatto selvatico                  | Felis lybica sarda                                | Attu marruda, attu marrudu, attu aresti, battu arèste, gattagreste, maccittu aresti | Paleoartica, introdotta sull'isola in periodo storico, la sottospecie è un endemismo sardo |
| Geco comune o Tarantola muraiola | Tarentola mauritanica                             | Taràntula, Tattaruledda, telacucu, ceneréntula, atiligugu, pistilloni, prantuledda  | Tutto il mediterraneo                                                                      |
| Geco verrucoso                   | Hemidactylus turcicus                             | Tattaruledda, telacucu, ceneréntula, atiligugu, pistilloni                          | Mediterraneo                                                                               |
| Geotritone dell'Iglesiente       | Speleomantes genei                                |                                                                                     | Endemismo sardo                                                                            |
| Geotritone imperiale             | Speleomantes imperialis                           |                                                                                     | Endemismo sardo                                                                            |
| Geotritone del Supramonte        | Speleomantes supramontis                          | Scurzone (Dorgali)                                                                  | Endemismo sardo                                                                            |
| Geotritone del Monte Albo        | Speleomantes flavus                               |                                                                                     | Endemismo sardo                                                                            |
| Germano reale                    | Anas platyrhynchos                                | Concabbìrdi, conchidre, cracaxola                                                   |                                                                                            |
| Gheppio                          | Falco tinnunculus                                 | Futibbentu, atilibbriu, tilibriu, storillu, storicci, storittu                      | Stanziale, presente in tutta Europa                                                        |
| Ghiandaia                        | Garrulus glandarius ssp. ichnusae)                | Piga, marapiga                                                                      | La sottospecie è un endemismo sardo                                                        |
| Ghiandaia marina                 | Coracias garrulus                                 |                                                                                     |                                                                                            |
| Ghiro                            | Glis glis in particolare G. g. melonii            | Ghiru, sorigàrgia, can'e serra, schirru, maidopi                                    | Europea, introdotta sull'isola in periodo storico                                          |
| Gipeto                           | Gypaetus barbatus                                 | Gurturju Ossarju, Ingurt'ossu, Achila Ossaja                                        | Estinto                                                                                    |
| Gongilo                          | Chalcides ocellatus in particolare C. o. tiligugu | Tiligugu, tzabagugu, sazzaluga                                                      | Mediterraneo meridionale                                                                   |
| Gracchio corallino               | Pyrrhocorax pyrrhocorax                           |                                                                                     |                                                                                            |
| Grifone                          | Gyps fulvus                                       | Antrùxu, anturxu, antuzu, pedhuris, unturzu                                         | Estinto, in ripopolazione                                                                  |
| Grillaio                         | Falco naumanni                                    |                                                                                     | Dati sporadici e scarsi (ma presente)                                                      |
| Gruccione                        | Merops apiaster                                   | Abriolu, Marragau                                                                   |                                                                                            |
| Gufo comune                      | Asio otus                                         | Cuccummiàu, cuccumeu                                                                | Specie presente ma non certa la nidificazione                                              |

## L
| Nome comune           | Nome scientifico             | Nome sardo                                                      | Distribuzione                                                          |
| --------------------- | ---------------------------- | --------------------------------------------------------------- | ---------------------------------------------------------------------- |
| Latterino             | Atherina boyeri              |                                                                 |                                                                        |
| Lepre sarda           | Lepus capensis mediterraneus | Lepori, lepiri, teppui, levre, leppuri, leppere                 | Introdotta in periodo preistorico, la sottospecie è un endemismo sardo |
| Lodolaio              | Falco subbuteo               |                                                                 |                                                                        |
| Lontra sarda gigante  | Megalenhydris barbaricina    |                                                                 | estinta nel Pleistocene                                                |
| Lucertola agile       | Lacerta agilis               | Tzinighelta                                                     |                                                                        |
| Lucertola campestre   | Podarcis sicula              | Tilicherta, lugesti, croxiuetta, cilighelta, zirighedda, luxeta | Presente in tutto il mediterraneo                                      |
| Lucertola di Bedriaga | Archaeolacerta bedriagae     | Tilicherta, argilestru nieddu, caliscertula pizonina.           | Endemismo sardo-corso                                                  |
| Lucertola tirrenica   | Podarcis tiliguerta          | Tilicherta, lugesti, cilighelta, cabixedda, zirighedda          | Endemismo sardo-corso                                                  |
| Luscengola            | Chalcides chalcides          | Lassinafenu, lantzinavénu, lissinaerba, liscièrba.              | Mediterraneo                                                           |

## M
| Nome comune          | Nome scientifico                               | Nome sardo                                                          | Distribuzione                                               |
| -------------------- | ---------------------------------------------- | ------------------------------------------------------------------- | ----------------------------------------------------------- |
| Magnanina            | Sylvia undata                                  |                                                                     |                                                             |
| Magnanina sarda      | Sylvia sarda                                   |                                                                     |                                                             |
| Marangone dal ciuffo | Phalacrocorax aristotelis                      |                                                                     |                                                             |
| Martin pescatore     | Alcedo atthis                                  |                                                                     |                                                             |
| Martora              | Martes martes                                  | Grassimile, ansile, assìle, cassibi, ibirru, sbirru                 | Introdotta dall'uomo                                        |
| Marzaiola            | Anas querquedula                               |                                                                     |                                                             |
| Merlo                | Turdus merula                                  | Mèrula, meulla, meùrra                                              | Paleoartica                                                 |
| Mestolone            | Anas clypeata                                  | Bicàngia, picàngiu                                                  | Europeo, Presente nel Cagliaritano                          |
| Miniottero           | Miniopterus schreibersii                       | Tutturréddu, alaepèdhe, pinnedhu, pibiristedhu, zurrundedu          |                                                             |
| Molosso di Cestoni   | Tadarida teniotis                              | Tutturréddu, alaepèdhe, pinnedhu, pibiristedhu                      |                                                             |
| Moretta              | Aythya fuligula                                |                                                                     |                                                             |
| Moretta tabaccata    | Aythya nyroca                                  |                                                                     |                                                             |
| Moriglione           | Aythya ferina                                  |                                                                     |                                                             |
| Muflone              | Ovis musimon                                   | Muròne, Mugròne, murvone, murvoni, mufròni, muvroni, muvara, muvra) | Probabile endemismo sardo-corso (di introduzione Neolitica) |
| Mustiolo             | Suncus etruscus in particolare S. e. pachyurus | Topixèddu, topixeddu 'e sattu                                       | Mediterranea                                                |

## N
| Nome comune         | Nome scientifico      | Nome sardo                                                        | Distribuzione |
| ------------------- | --------------------- | ----------------------------------------------------------------- | ------------- |
| Nono                | Aphanius fasciatus    |                                                                   |               |
| Natrice dal collare | Natrix natrix         |                                                                   |               |
| Natrice viperina    | Natrix maura          | Colòru de àcqua, Colòvru de àbba, Caòru de àcqua, pibara de acqua | Mediterranea  |
| Nibbio bruno        | Milvus migrans        |                                                                   |               |
| Nibbio reale        | Milvus milvus         | Tilorìa, tirolia, tzirrulia                                       | Mediterranea  |
| Nitticora           | Nycticorax nycticorax |                                                                   |               |
| Nottola di Leisler  | Nyctalus leisleri     |                                                                   |               |
| Nutria              | Myocastor coypus      |                                                                   |               |

## O
| Nome comune       | Nome scientifico     | Nome sardo                                                | Distribuzione                                                             |
| ----------------- | -------------------- | --------------------------------------------------------- | ------------------------------------------------------------------------- |
| Occhiocotto       | Sylvia melanocephala | conchemoru                                                |                                                                           |
| Occhione          | Burhinus oedicnemus  | Zurrulliu                                                 |                                                                           |
| Orecchione comune | Plecotus auritus     | Tutturréddu, Tzirriòlu, alaepèdhe, pinnedhu, pibiristedhu | Diffuso nelle regioni asio-europea fino all'Italia centrale e in Sardegna |
| Orecchione sardo  | Plecotus sardus      | Tutturréddu, Tzirriòlu, alaepèdhe, pinnedhu, pibiristedhu | Di recente scoperta è considerato un endemismo sardo                      |

## P
- Attenzione: Mancano i pesci

| Nome comune                    | Nome scientifico                | Nome sardo                                                                         | Distribuzione                           |
| ------------------------------ | ------------------------------- | ---------------------------------------------------------------------------------- | --------------------------------------- |
| Passera lagia                  | Petronia petronia               | Pibischirra, poforinu, thrinedha, muntonarjari, crucculeu                          | Europa Asia                             |
| Passera mattugia               | Passer montanus                 | Pibischirra, poforinu, thrinedha, muntonarjari, crucculeu                          | Paleoartica                             |
| Passara sarda                  | Passer hispaniolensis           | Pibischirra, poforinu, thrinedha, cmuntonarjari, frufuràrzu, furferarzu, crucculeu | Mediterraneo occidentale                |
| Passero solitario              | Monticola solitarius            | Bufuraiu, brufuraiu, frufuràrzu, meurra de arrocca                                 |                                         |
| Pernice sarda                  | Alectoris barbara               | Perdìga, perdija, pedrisci                                                         | mediterranea-macaronesica               |
| Pettegola                      | Tringa totanus                  |                                                                                    | euroasiatica                            |
| Picchio rosso maggiore         | Dendrocopos major ssp. harterti | Attaccadòrza Tocatocauste                                                          | Questa sottospecie è un endemismo sardo |
| Piccione selvatico             | Columba livia                   |                                                                                    | Stanziale, nidificante                  |
| Pipistrello albolimbato        | Pipistrellus kuhlii             | Tutturréddu, alaepèdhe, Tzikirriolu, Tzirriòlu, pinnedhu, pibiristedhu, gigineddu  | Mediterranea                            |
| Pipistrello di Savi            | Hypsugo savii                   | Tutturréddu, Tzirriòlu, alaepèdhe, pinnedhu, pibiristedhu, gigineddu, zurrundeddu  | centroasiatica-mediterranea             |
| Pipistrello nano               | Pipistrellus pipistrellus       | Tutturréddu, Tzirriòlu, alaepèdhe, pinnedhu, pibiristedhu, gigineddu               | centroasiatica-europea                  |
| Pipistrello (Orecchione sardo) | Plecotus sardus                 | Tutturréddu, Tzirriòlu, alaepèdhe, Tzikirriolu, pinnedhu, pibiristedhu, gigineddu  | Endemismo sardo                         |
| Pittima reale                  | Limosa limosa                   |                                                                                    | paleartica                              |
| Poiana sarda                   | Buteo buteo arrigonii           | Abilastru                                                                          | Probabile endemismo sardo-corso         |

## Q
| Nome comune | Nome scientifico                              | Nome sardo                               | Distribuzione                                                                 |
| ----------- | --------------------------------------------- | ---------------------------------------- | ----------------------------------------------------------------------------- |
| Quaglia     | Coturnix coturnix                             | Tripodé                                  | Uccello nidificante in tutto il territorio, presente in Europa, Asia e Africa |
| Quercino    | Eliomys quercinus in particolare E. q. sardus | Topi de mata, topi de sonnu, sorigheàlzu | Paleoartico la sottospecie è considerata Endemica esclusiva                   |

## R
- Attenzione: Elenco parziale per gli uccelli

| Nome comune           | Nome scientifico        | Nome sardo                                                                 | Distribuzione |
| --------------------- | ----------------------- | -------------------------------------------------------------------------- | --- |
| Raganella sarda       | Hyla sarda              | Ranighedda, arranedda                                                      | Endemismo sardo-corso ma presente anche in alcune isole minori                                                             |
| Rana verde di Lessona | Rana lessonae           | -                                                                          | Introdotta di recente (1800-1960)                                                                                          |
| Ratto delle chiaviche | Rattus norvegicus       | Ricattu, soriche mannu, madròna, medrona                                   | Originario dell'Asia nord-orientale, si è diffuso in tutto il mondo, introdotta in periodo medievale                       |
| Ratto nero            | Rattus rattus           | Ricattu, soriche mannu, madròna, merdona                                   | Originario del subcontinente indiano o dell'Asia insulare, si è diffuso in tutto il mondo, introdotta in periodo medievale |
| Rospo smeraldino      | Bufotes viridis         | Arrana 'e siccu, Arrana pabeddosa                                          | Europa |
| Riccio                | Erinaceus europaeus     | Arìttu, Erittu, orittu, ritu, eritu, arritzoni, ritzone, arrizoni de matta | Europeo, introdotto in periodi storici                                                                                     |
| Rondone               | Apus apus               | Frizzìa, babbarrottu, nìghiri                                              | Vive in quasi tutt'Europa, in gran parte dell'Asia e nell'Africa mediterranea e meridionale.                               |
| Rondine comune        | Hirundo rustica rustica | Rùndine                                                                    | sottospecie europea |

## S
| Nome comune             | Nome scientifico                                                  | Nome sardo                                     | Distribuzione                                                     |
| ----------------------- | ----------------------------------------------------------------- | ---------------------------------------------- | ----------------------------------------------------------------- |
| Saltimpalo              | Saxicola torquata                                                 |                                                |                                                                   |
| Scardola comune         | Scardinius erythrophthalmus                                       |                                                |                                                                   |
| Scricciolo              | Troglodytes troglodytes                                           | pisinette                                      |                                                                   |
| Serotino comune         | Eptesicus serotinus                                               | Tutturréddu, alaepèdhe, pinnedhu, pibiristedhu | Europeo                                                           |
| Sgarza ciuffetto        | Ardeola ralloides                                                 |                                                |                                                                   |
| Sparviere               | Accipiter nisus in particolare la sottospecie A. n. wolterstorffi | Astorittu, storigliu                           | Oleoartica, la sottospecie è considerata un endemismo sardo-corso |
| Spinarello              | Gasterosteus aculeatus                                            |                                                |                                                                   |
| Spioncello              | Anthus spinoletta                                                 |                                                |                                                                   |
| Sterna comune           | Sterna hirundo                                                    |                                                |                                                                   |
| Sterna zampenere        | Gelochelidon nilotica                                             |                                                |                                                                   |
| Sterpazzola             | Sylvia communis                                                   |                                                |                                                                   |
| Sterpazzola di Sardegna | Sylvia conspicillata                                              |                                                |                                                                   |
| Sterpazzolina           | Sylvia cantillans                                                 |                                                |                                                                   |
| Storno nero             | Sturnus unicolor                                                  | Sturru, istullu, istrumellu                    |                                                                   |
| Strillozzo              | Miliaria calandra                                                 |                                                |                                                                   |
| Succiacapre             | Caprimulgus europaeus                                             | passaidrotta                                   |                                                                   |
| Svasso maggiore         | Podiceps cristatus                                                |                                                |                                                                   |

## T
| Nome comune                   | Nome scientifico                                   | Nome sardo                                              | Distribuzione                                                                                            |
| ----------------------------- | -------------------------------------------------- | ------------------------------------------------------- | --- |
| Taccola                       | Coloeus monedula                                   | Tàccula                                                 | Uccello paleoartico diffuso in tutta Europa                                                              |
| Tarabusino                    | Ixobrychus minutus                                 |                                                         | |
| Tarantolino                   | Phyllodactylus europaeus                           | Tattaruledda, telacucu, ceneréntula, atiligugu          | Tirrenica-Mediterrea                                                                                     |
| Testuggine comune             | Testudo hermanni                                   | Tostughine, tostòine, tostini, tostoina                 | Europa Mediterranea Occidentale                                                                          |
| Tartaruga d'acqua             | Emys orbicularis                                   | Tostoini acquatica, Tartaga niedda, tostòine 'e abba    | Mediterraneo occidentale                                                                                 |
| Testuggine greca              | Testudo graeca                                     | Tostughine, tostòine, tostini, tostoina                 | Mediterranea, probabilmente introdotta dall'uomo                                                         |
| Testuggine marginata          | Testudo marginata                                  | Tostughine, tostòine, tostini, tostoina                 | Originaria della Grecia, introdotta in tempi storici                                                     |
| Tinca                         | Tinca tinca                                        | Trinca                                                  | |
| Topino                        | Riparia riparia                                    |                                                         | Uccello migratore presente durante i passi migratori, raramente nidifica sull'isola                      |
| Topo domestico                | Mus domesticus                                     | Sòriche, sorighittu, sòriga, sòrigu, sòrigi, topi       | Paleoartico                                                                                              |
| Topo selvatico                | Apodemus sylvaticus in particolare A. s. dichrurus | Sòriche, sòriga, sòrighe, topi aresti                   | La sottospecie è diffusa in tutta l'Italia meridionale                                                   |
| Torcicollo                    | Jynx torquilla                                     | Papavormìga, papavormìgas                               | Paleoartica, nidificante con la sottospecie J. t. tschusii, migratore con la sottospecie J. t. torquilla |
| Tordela                       | Turdus viscivorus                                  | Trudulinu                                               | migratore svernante come Tordo (sassello e bottaccio) in sardo entrambi Imbustidu                        |
| Tortora                       | Streptopelia turtur                                | Dùldure, dùldurella, trùtini, trùturi, trùtula, turture | Paleoartico, nidificante su tutta l'isola                                                                |
| Tortora dal collare orientale | Streptopelia decaocto                              |                                                         | |
| Tottavilla                    | Lullula arborea                                    |                                                         | |
| Trota mediterranea            | Salmo ghigii                                       |                                                         | |
| Tuffetto                      | Tachybaptus ruficollis                             |                                                         | |

## U
| Nome comune       | Nome scientifico      | Nome sardo                                                    | Distribuzione |
| ----------------- | --------------------- | ------------------------------------------------------------- | ------------- |
| Upupa             | Upupa epops           | Mariapupùsa, pubùsa, pupusa, pupusacandìa, pupuxa, culupudida | Paleoartica   |
| Usignolo          | Luscinia megarhynchos | rasaniolu                                                     |               |
| Usignolo di fiume | Cettia cetti          | ranasiolu                                                     |               |

## V
| Nome comune              | Nome scientifico       | Nome sardo                                            | Distribuzione                                  |
| ------------------------ | ---------------------- | ----------------------------------------------------- | ---------------------------------------------- |
| Venturone                | Serinus citrinella     | logarinu                                              |                                                |
| Verdone                  | Carduelis chloris      | Vardarolu, verdarolu, birdaloru, fradaloru            |                                                |
| Vespertilio di Capaccini | Myotis capaccinii      |                                                       |                                                |
| Vespertilio di Daubenton | Myotis daubentonii     |                                                       |                                                |
| Vespertilio maggiore     | Myotis myotis          |                                                       |                                                |
| Vespertilio mustacchino  | Myotis mystacinus      |                                                       |                                                |
| Verzellino               | Serinus serinus        | canarinu                                              |                                                |
| Volpe                    | Vulpes vulpes ichnusae | Mariane, gròddhe, mazzone, maciòni, margiàne, marxani | Endemismo sardo-corso a livello di sottospecie |

## Z
| Nome comune | Nome scientifico | Nome sardo | Distribuzione |
| ----------- | ---------------- | ---------- | ------------- |
| Zigolo nero | Emberiza cirlus  |            |               |